# Неоновый город
«Нео́новый го́род» — фантастический кинофильм совместного производства США и Канады в жанре постапокалиптики, вышедший на экраны в 1991 году.

## Сюжет
Северная Америка, 2053 год. Мир после глобальной экологической катастрофы, уничтожившей современную цивилизацию в предыдущие десятилетия. Земля подверглась эффекту «вечной зимы» после неудачного военного эксперимента. Озоновый слой исчез, появились причудливые феномены: радиоактивные «облака Зандера», т. н. «сверкалки» (непредсказуемые вспышки солнечного света). А группа путешественников в этих условиях пытается добраться из Джерико в Неоновый город (англ. Neon City). Среди них доктор, старик, проститутка, испорченная богачка, бездарный комик и охотник за головами с ценным пойманным преступником. Но по ходу фильма выясняется, что все они не те, за кого себя выдают.